# Новостроевка (Юрьевский район)
Новостроевка (укр. Новостроївка) — село,
Чаплинский сельский совет,
Юрьевский район,
Днепропетровская область,
Украина.
Код КОАТУУ — 1225987803. Население по переписи 2001 года составляло 127 человек .

## Географическое положение
Село Новостроевка находится в 4,5 км от села Чаплинка.
По селу протекает пересыхающий ручей с запрудой.